# Tiruvannamalai

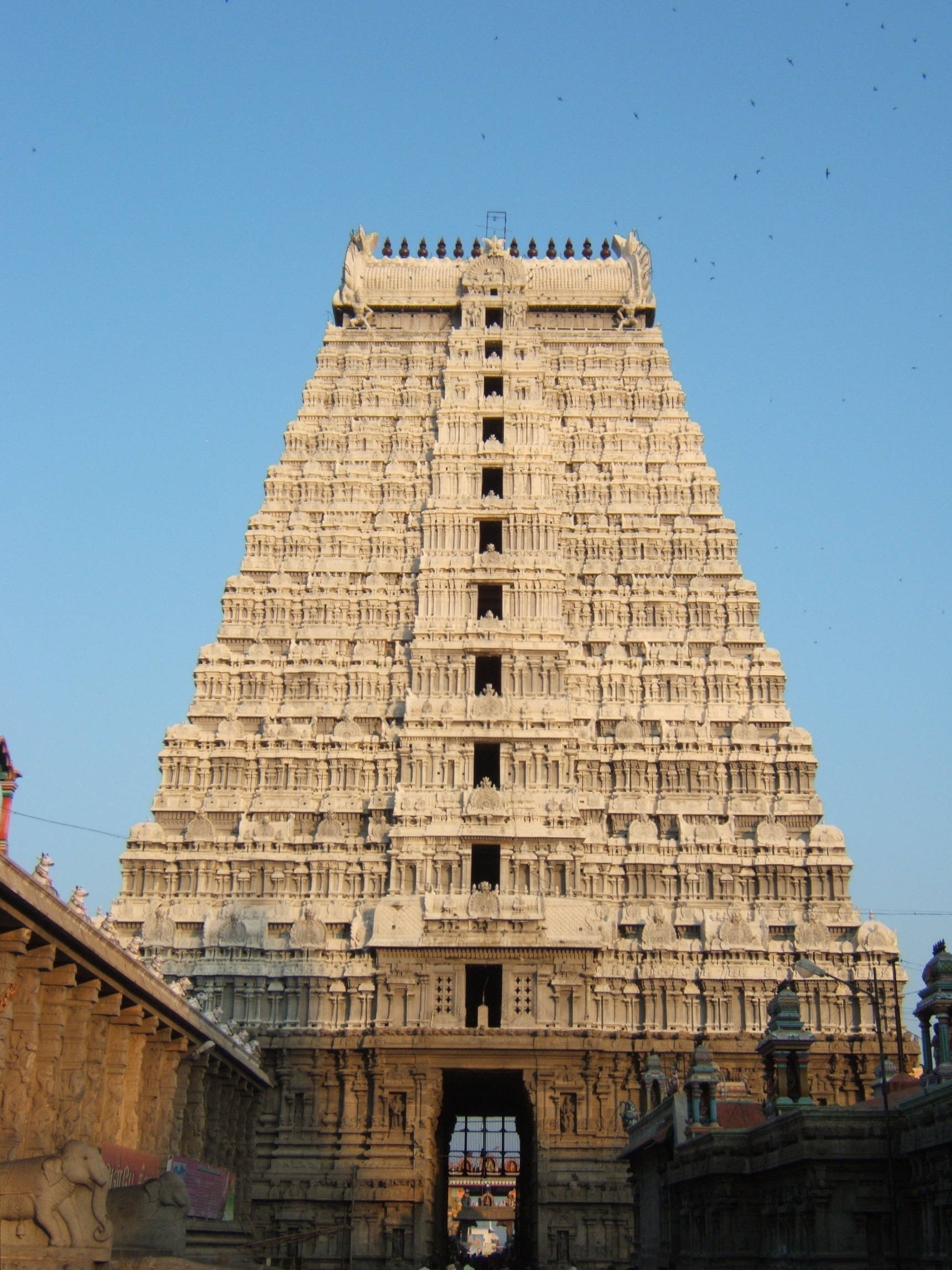
Świątynia w Tiruvannamalai

Tiruvannamalai (tamil. திருவண்ணாமலை) – stolica dystryktu Tiruvannamalai w podziale administracyjnym Tamilnadu. Leży 185 km od Ćennaj i 210 km od Bengaluru. 
Tiruvannamalai położone jest u stóp góry Arunachala. Jest to jedno z pięciu świętych miejsc śiwaizmu, z których każde przypisany jest jednemu z żywiołów, będących miejscem przebywania boga Śiwy. Świątynia Tiruvannamalai reprezentuje ogień. Pozostałe to świątynia w Kańći (ziemia), w Ćidambaram - przestrzeń (akasam), Śri Kalahasti (powietrze), zaś Thiruvanaikaval (woda). 
Wokół Arunachali powstało wiele obiektów sakralnych i aśramów. Najsławniejszy z nich to Sri Ramanasramam, związany z postacią Śri Ramana Maharishi.